# Standoff 2
Standoff 2 — условно-бесплатная мобильная многопользовательская онлайн-игра в жанре шутера от первого лица, разработанная и изданная российской компанией Axlebolt в 2017 году для платформы Android, а в 2018 году — для iOS.

## Игровой процесс

Скриншот геймплея

Standoff 2 представляет собой классический шутер от первого лица с различными режимами игры и арсеналом разного оружия. Каждое оружие обладает различным набором характеристик, ограничивающих тактические возможности игрока: пробиваемость брони, отдача, темп стрельбы, цена, награда за убийство, боезапас.
На начальных этапах игры доступны различные режимы игры, такие как закладка бомбы, командный бой, эскалация (в настоящее время доступно как временный режим в определенное время) и другие. Когда игрок достигнет пятнадцатого уровня, ему откроется режим «Союзники», матчи в котором проходят в формате 2х2, а при достижении двадцатого — соревновательный
В отличие от большинства мобильных шутеров, в Standoff 2 отсутствует автострельба и помощь в наведении, но в то же время есть и гибкая настройка управления: возможность перемещать, изменять видимость и размеры большей части элементов интерфейса. За реальные деньги в игре продаются только декоративные предметы, не влияющие на игровой процесс.

## Критика и популярность
Критики неоднократно сравнивают игру Standoff 2 с Counter-Strike: Global Offensive и называют её мобильным клоном. Сушант Рохан Сингх из PCQuest назвал игру самой лучшей из всех адаптаций CS:GO для мобильных устройств и идеальной игрой в жанре FPS, а также оценил, прежде всего, хорошую частоту кадров, приятный игровой процесс, скины и сильную защиту от читеров и хакеров. Сушант отметил, что, возможно, игра недостаточно оптимизирована, так как на некоторых телефонах наблюдаются задержки в работе приложения, но это явление характерно, по его мнению, для любой многопользовательской мобильной игры, или зависание связано с тем, что Standoff 2 не предназначена для работы на платформе MediaTek. В третьем квартале 2021 года Standoff 2 вошёл в тройку самых доходных на российском рынке игр.
1 августа 2024 портал Stream Hatchet поделился статистикой просмотров мобильных игр на видеостриминговых сервисах. Согласно данным сайта за первое полугодие 2024 года Standoff 2 смотрели на протяжении 10,7 миллионов часов. Игра замкнула топ-10 дисциплин, уступив Mobile Legends: Bang Bang, PUBG Mobile, Garena Free Fire и другим.